# Meridiano 172 oeste
El meridiano 172 oeste de Greenwich es una línea de longitud que se extiende desde el Polo Norte atravesando el océano Ártico, Asia, el océano Pacífico, el océano Antártico y la Antártida hasta el Polo Sur.
El meridiano 172 oeste forma un gran círculo con el meridiano 8 este.
Comenzando en el Polo Norte y dirigiéndose hacia el Polo Sur, el meridiano 172 oeste pasa a través de:
| Coordenadas                         | País, territorio o mar | Notas |
| ----------------------------------- | ---------------------- | --- |
| 90°0′N 172°0′O / 90.000, -172.000   | Océano Ártico          | |
| 71°49′N 172°0′O / 71.817, -172.000  | Mar de Chukotka        | |
| 66°57′N 172°0′O / 66.950, -172.000  | Rusia                  | Península de Chukchi |
| 65°28′N 172°0′O / 65.467, -172.000  | Mar de Bering          | Pasa justo al este de la Isla Arakamchechen, Rusia · Pasa justo al este de Cape Chaplino, Rusia · Pasa justo al oeste de la Isla San Lorenzo, Alaska, Estados Unidos · Pasa justo al este de la Isla de San Mateo, Alaska, Estados Unidos · Pasa justo al este de Seguam Island, Alaska, Estados Unidos |
| 52°22′N 172°0′O / 52.367, -172.000  | Océano Pacífico        | Pasa justo al oeste de la isla Laysan, Hawái, Estados Unidos Pasa justo al oeste de la Isla Kanton, Kiribati Pasa justo al este del atolón Orona, Kiribati Pasa justo al oeste del atolón Nukunonu, Tokelau Pasa justo al este de la isla Savai'i, Samoa                                                |
| 13°49′S 172°0′O / -13.817, -172.000 | Samoa                  | Isla de Upolu |
| 13°55′S 172°0′O / -13.917, -172.000 | Océano Pacífico        | |
| 60°0′S 172°0′O / -60.000, -172.000  | Océano Antártico       | |
| 78°28′S 172°0′O / -78.467, -172.000 | Antártida              | Dependencia Ross, reclamada por Nueva Zelanda |